# Zamarada longidens
Zamarada longidens là một loài bướm đêm trong họ Geometridae.